# Kloster St. Zeno (Bad Reichenhall)

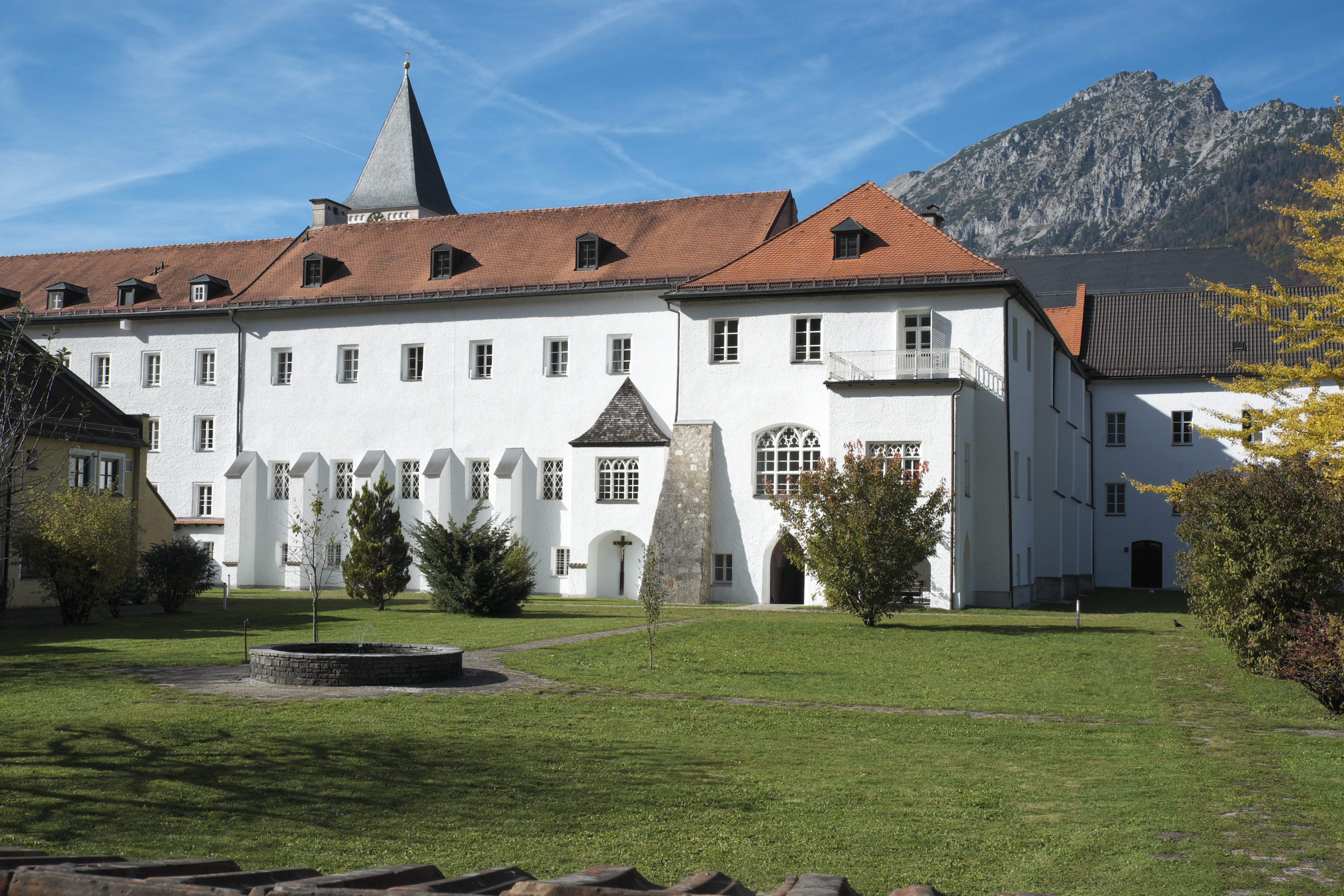
Kloster St. Zeno

Das Kloster Sankt Zeno ist ein ehemaliges Kloster der Augustiner-Chorherren in Bad Reichenhall in Bayern.

## Geschichte
Der Ausgangspunkt des Klosters St. Zeno war vermutlich eine um das Jahr 803 durch den Salzburger Erzbischof Arno gegründete Mönchszelle. Der Sage nach wurde sie von Kaiser Karl dem Großen gegründet. Vom 8. bis 9. Jahrhundert wird ein Benediktinerkloster vermutet, im 11. Jahrhundert war St. Zeno ein Kollegiatstift. 1136 wurde es als Stift der Augustiner-Chorherren von Salzburger Erzbischof Konrad I. von Abensberg neu gegründet, wie aus der auf den 5. April datierten Stiftungsurkunde hervorgeht. Es kann aber davon ausgegangen werden, dass bereits um 1123 die Regel des heiligen Augustinus eingeführt wurde. Die Hauptaufgabe der Augustiner-Chorherren war die Seelsorge. Seit dem 12. Jahrhundert unterstanden St. Zeno alle Kirchen im Reichenhaller Tal und die Pfarreien im Pillerseetal, Kössen und Kirchdorf in Tirol, Inzell und Reit im Winkl. Ab dem 14. Jahrhundert kamen Unken und St. Martin bei Lofer im Pinzgau sowie Petting am Waginger See hinzu. Von den 20 bis 30 Chorherren lebte daher etwa die Hälfte nicht im Kloster, sondern war in den genannten Pfarreien als Seelsorger eingesetzt.
Bis ins 16. Jahrhundert besaß das Kloster eigene Sudpfannen an der Reichenhaller Saline sowie die dazu notwendigen Wälder (Brennholz). Die Sudpfannen waren die größte Einnahmequelle des Stifts. Zum Besitz gehörte auch ein eigener Weinberg bei Krems in der Wachau. Der dort erzeugte Wein wurde im Kloster selbst getrunken und beim klostereigenen Hofwirt ausgeschenkt. Ab 1720 (bis 1803) brauten die Chorherren für ihren Eigenbedarf Bier, das auch in den unterstellten Pfarreien ausgeschenkt werden durfte. Der (unerlaubte) Verkauf des Biers an Reichenhaller Wirte führte zu Konflikten mit den Reichenhaller Brauern. Das Stift erlebte einen Aufschwung in der Barockzeit, in der es ein bedeutendes Kulturzentrum des Reichenhaller Tales wurde. Vor allem Musik und schriftstellerisches Schaffen wurde gefördert. Zu erwähnen sind der Komponist Joseph Joachim Benedikt Münster und der Theologe und Aufklärer Benedikt Poiger. 
Im Zuge der Säkularisation wurde das Kloster 1803 aufgelöst. Die Klosterkirche wurde Pfarrkirche und die Klostergebäude gingen zunächst in Privatbesitz über. 1821 wurden die Diözesangrenzen an die Landesgrenzen angeglichen. Das Gebiet östlich des Inn, das bis dahin kirchlich zum Erzbistum Salzburg gehört hatte, fiel dadurch in die Zuständigkeit des Erzbistums München und Freising. 1852 übernahm der Orden der Englischen Fräulein die Gebäude und betreibt dort bis heute eine (private) Realschule. Die gleichnamige politische Gemeinde, die sich um das Kloster gebildet hat, wurde am 1. Dezember 1905 nach Bad Reichenhall (Hauptteil) und Gmain eingemeindet.

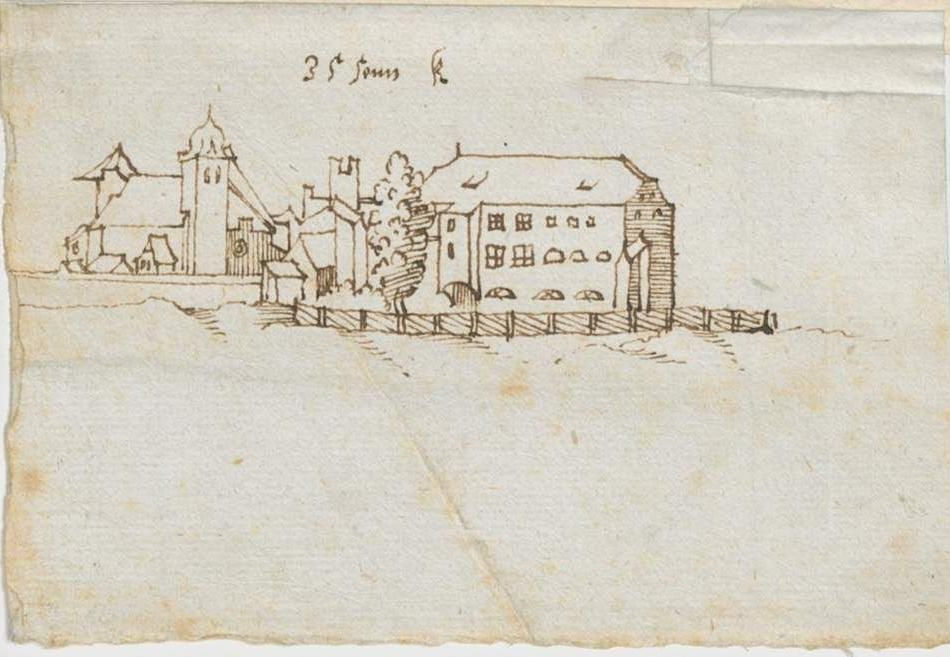
Philipp Apian, Zeichnung 16. Jhdt.
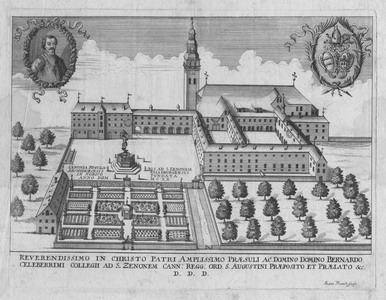
Johann Franck, Kupferstich ca. 1680–1690
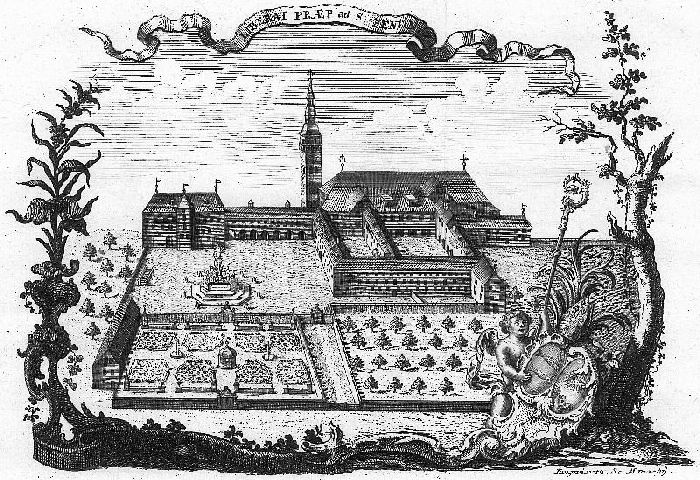
Franz Xaver Jungwirth, Kupferstich 1764
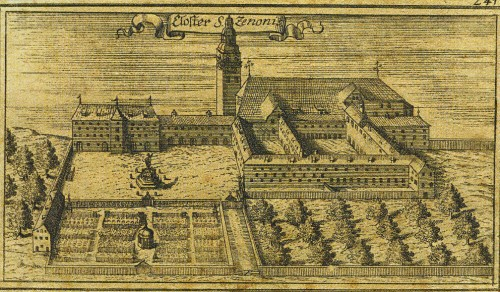
Kupferstich (?), undatiert

## Reihe der Pröpste
Quelle
1. Lanzo, 1136–1146
2. Heinrich I., 1146, 1152
3. Adalbert
4. Dietmar, 1158, 1161
5. Adalhart I., 1169
6. Adalhart II., um 1187
7. Wichmann, 1195
8. Conrad I., 1197, 1203
9. Eberhard
10. Pabo, 1212
11. Heinrich II., um 1215
12. Rudolf
13. Otto I., 1223
14. Conrad II., um 1225
15. Luitold
16. Ruger
17. Hugo
18. Dietrich, 1238, 1239
19. Pilgrim, 1247, 1277
20. Conrad III.
21. Friedrich, 1308, † 1325
22. Heinrich II.
23. Otto II., 1339, † 1344
24. Ulrich Puchmayr, 1346, 1349
25. Conrad IV., † 1350
26. Christian Pauchräwtel, 1350–1390
27. Otto III. Hegler, 1399, † 1412
28. Conrad V. Reinswedel, 1412–1430
29. Paul I. Scheydögger, 1430–1432
30. Johann I. Kolb, 1432
31. Johann II. Brunnleitner, 1449, 1466
32. Johann III. Weinfelder, † 1481
33. Ludwig Ebner, 1481–1497, erhielt 1483 die Pontifikalien
34. Johann IV. Pentecker, 1497–1505
35. Oswald Verg, 1505–1515
36. Wolfgang I. Lueger, 1515–1526
37. Paul II. Rothofer, 1526–1553
38. Erasmus Siebenweckh, 1553–1559
39. Andreas Haertl, 1559–1562
40. Wolfgang Neuhauser, 1562–1592
41. Melchior Donauer, 1592–1598
42. Leonhard Baur, 1598–1613
43. Georg I. Berreuter, 1613–1615
44. Georg II. Reitmeyr, 1615–1622
Christoph Ligsalz, 1622–1628 Administrator
45. Bernhard I. Fischer, 1628–1658
46. Bernhard II. Rottenwalder, 1658–1696
47. Joseph Ertl, 1696–1698
48. Johann IV. Copeindl, 1698–1705
49. Sigmund Freiherr von Lasser, 1705–1718
P. Floridus und P. Mansuetus, 1718–1720 Administratoren
50. Floridus I. Penker, 1720–1757
51. Liberatus Wintersteller, 1757–1775
52. Floridus II. Kaltenhauser, 1775–1782
53. Bernhard III. Elixhauser, 1782–1801
Hausmann, 1801–1803 als Spezialkommissär † 3. März 1803[2]

## Die Kirche St. Zeno
Der Reichenhaller Talkessel und damit seine Salzquellen waren von alters her durch Überschwemmungen bedroht. Dies begründet die Wahl des heiligen Zeno als Kirchenpatron, der als Schutzheiliger gegen Überschwemmungen galt. Man kann davon ausgehen, dass bereits um etwa 800 eine erste dem hl. Zeno gewidmete Kirche entstanden ist. Diese wurde wegen Baufälligkeit in der ersten Hälfte des 12. Jahrhunderts abgerissen und an ihrer Stelle eine romanische Basilika von beachtlicher Größe errichtet, die im Jahr 1228 feierlich geweiht wurde. Daher gilt das Münster St. Zeno als größter romanischer Kirchenbau Oberbayerns. Allerdings wurde dieser Bau im Lauf der folgenden Jahrhunderte verändert, weswegen der romanische Charakter bis auf wenige Indizien verschwunden ist.
Die erste große Veränderung erfolgte nach einem Brand am 5. Juli 1512. Die Krypta wurde aufgegeben und das gotische Kreuzrippengewölbe errichtet, das den Obergaden der romanischen Basilika verschwinden und damit den heutigen hallenartigen Raum entstehen ließ. Aus der Zeit des Wiederaufbaus stammen auch das Chorgestühl, die Kanzel und der Taufstein. Die erneute Weihe erfolgte am 15. und 16. Juni 1520. Bei dieser Gelegenheit wurden 15 Altäre geweiht, die ein Jahrhundert später im Rahmen einer barocken Umgestaltung durch wertvolle Barockaltäre ersetzt wurden. Im 18. Jahrhundert wurden die gotischen Rippen des Gewölbes abgeschlagen und durch Stuckverzierungen ersetzt. Nach einem weiteren Brand 1789 und der Säkularisation 1803 wurden die barocken Altäre verkauft und der Stuck wieder abgeschlagen, um die Kirche zu „purifizieren“ beziehungsweise in einen „original mittelalterlichen Zustand“ zu versetzen.
Die heutige Ausmalung von Teilen der Kirche mit Fresken und die Ausstattung mit verschiedenen restaurierten oder zurückgekauften Kunstschätzen stammt hauptsächlich aus den Jahren 1933 bis 1942.
In den 1980er- und 1990er-Jahren wurde die Bausubstanz des Münsters umfassend renoviert. Dem Engagement des Reichenhallers Anton Schmidberger ist es zu verdanken, dass die notwendigen Stabilisierungsanker für die Gewölbe oberhalb angebracht wurden und nicht, wie er sagte, „wie eine Wäschaufhäng“ sichtbar innerhalb der Kirche.

## Klostergebäude
Die Gebäude des Klosters, zum Teil von der Erzbischöflichen Maria-Ward-Realschule, einer früheren Mädchenrealschule genutzt, werden seit 2005 aufwendig restauriert. Hier ist der Kapitelsaal mit romanischem Gewölbe besonders bemerkenswert. Im gesamten Komplex trifft man auf den regionalen Untersberger Marmor, sei es als Material für Reliefs oder als Fußbodenbelag.

## Kreuzgang

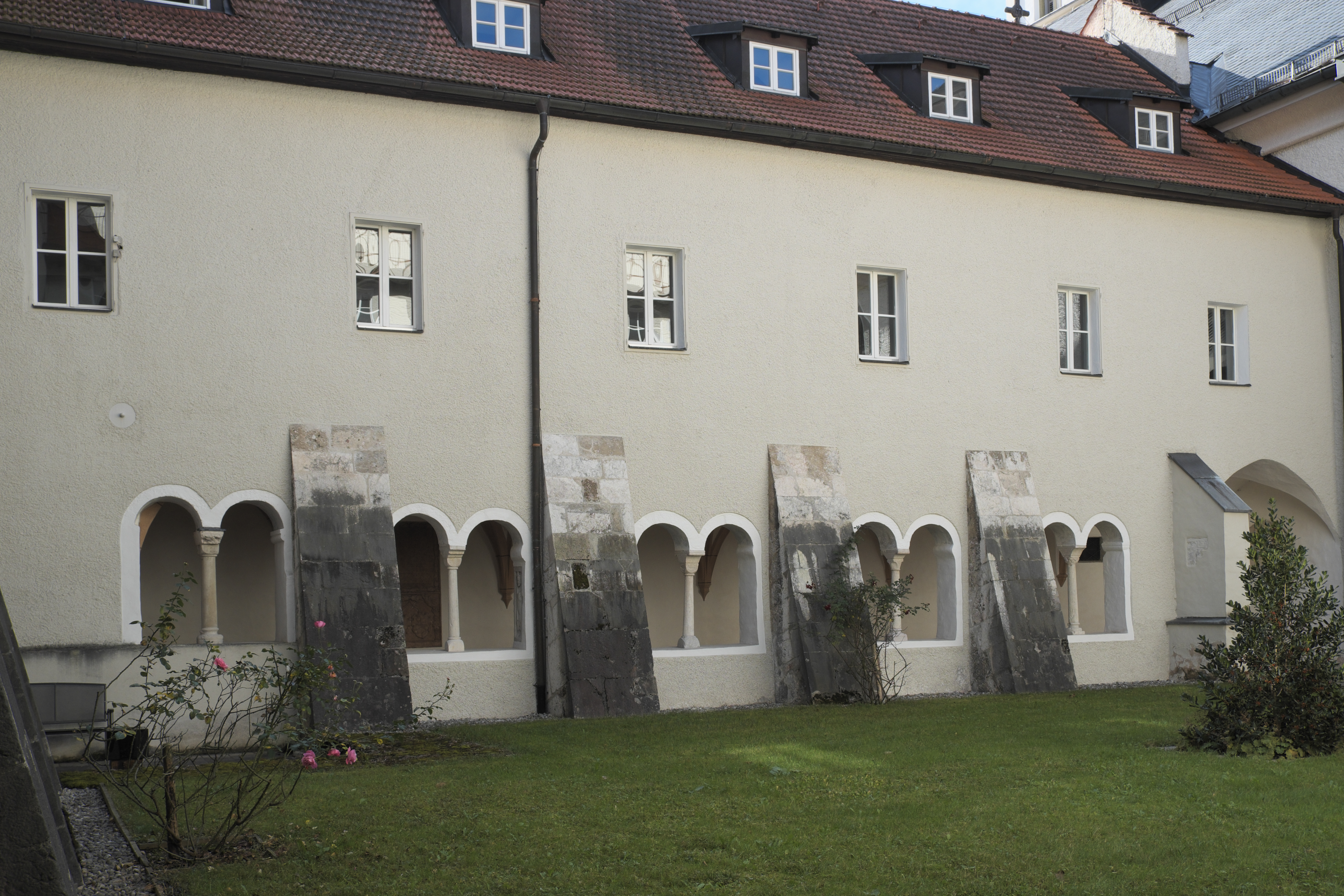
Kreuzgang

Der Kreuzgang des Klosters wurde Ende des 12. Jahrhunderts im romanischen Stil erbaut. Ursprünglich war er mit einer flachen Holzdecke ausgestattet, die in der zweiten Hälfte des 14. Jahrhunderts durch ein gotisches Kreuzrippengewölbe mit individuell gestalteten Schlusssteinen ersetzt wurde. Dennoch sind wesentliche Teile des romanischen Kreuzganges erhalten, neben den 60 bis 100 cm starken Mauern unter anderem zweigeteilte Fensterarkaden, Säulen mit Blattwerkkapitellen und Flechtwerkornamentik, zwei Portale aus Untersberger und Adneter Marmor sowie das Tor zum ehemaligen Kapitelsaal. In der Mitte des westlichen Flügels befindet sich an der Ecke eines Fensterpfeilers ein Steinquader, in den ein Relief des Kaisers Barbarossa eingemeißelt ist. Nach der Säkularisation ließ man den Nordflügel des Kreuzgangs verfallen, weswegen dieser Mitte des 19. Jahrhunderts abgerissen werden musste. In den Boden des Kreuzgangs sind zahlreiche Epitaphien eingelassen, größtenteils stammen sie aus der Zeit um 1400.
Der restaurierte Kreuzgang kann im Zuge von Führungen besichtigt werden.